# ВАЗ-2102
ВАЗ-2102 «Жигули» — советский заднеприводный автомобиль с кузовом типа универсал. Серийно выпускался на Волжском автомобильном заводе с 21 сентября 1971 по 1986 год.

## История
Является лицензионной версией Fiat 124 Familiare, с многочисленными отличиями, аналогичными базовой модели ВАЗ-2101. Первый автомобиль ВАЗ-2102 сошёл с конвейера Волжского автомобильного завода в 1971 году. Затем, после начала выпуска преемницы — «четвёрки» ВАЗ-2104 в 1984 году — обе машины ещё год выпускались одновременно вплоть до снятия «двойки» с производства в 1986 году (156 автомобилей выпущено в 1986 году). За это время было выпущено 666 989 «универсалов» первого поколения Волжского автомобильного завода.

## Технические характеристики
Новая модель была во многом унифицирована с базовым седаном ВАЗ-2101. Приборная панель и рабочее место водителя идентичны таковым у ВАЗ-2101. Кромка двери багажника доведена до бампера и находится вровень с уровнем пола, что упрощает операции по погрузке и разгрузке. Сплошное заднее сиденье раскладываемое, что позволяет получить горизонтальную грузовую площадку. Номерной знак находится на задней двери, задние фонари расположены вертикально. Технический уровень универсалов в то время отличала слабая герметизация салона от пыли со стороны задней двери и паров бензина через горловину бензобака. Для большего по массе грузопассажирского ВАЗ-2102 пружины подвески и амортизаторы были дополнительно усилены, что позволило сохранить грузоподъемность в 250 кг с двумя пассажирами (или 60 кг с пятью пассажирами) при том, что собственная масса автомобиля в сравнении с седаном ВАЗ-2101 возросла на 55 кг.
Автомобиль оснащался бензиновым двигателем мощностью 64 л. с., работающим на бензине АИ-93. Вследствие того, что автомобиль имел большую грузоподъёмность, нежели седан, он комплектовался колёсами с резиной большей ширины — 165 мм против 155 мм у ВАЗ-2101. Это изменение повлекло увеличение диаметра колеса, которое компенсировали путём изменения главной пары с 4,3 до 4,44.
В 1978 году был начат выпуск модификации ВАЗ-21021 с четырёхцилиндровым 69-сильным двигателем ВАЗ-21011.
Она предназначалась преимущественно для экспорта, так же, как и ВАЗ-21023 с карбюраторным двигателем ВАЗ-2103 мощностью 77 л. с.
В экспортном исполнении автомобиль ВАЗ-2102 оборудовали стеклоочистителем и омывателем стекла задней грузовой двери, сиденьями от ВАЗ-2106 с подголовниками.
В дальнейшем завод провёл следующую модернизацию автомобилей:
- до 1977 года на генераторах отрицательные диоды были запрессованы в крышку;
- в 1983-м проведены изменения электрической части;
- карбюраторы 2101 модернизировали в 1974-м и выпускали до 1976 года, третьей серии 2101-1107010-03 (типа «ВЕБЕР») — с 1976 no 1978 год. С 1980 года на машины монтировали новые карбюраторы 2105-1107010-20 (типа «ОЗОН»), которые, по отзывам фактически всех автолюбителей, хуже предыдущих.

## Модификации
- ВАЗ-2102 — базовая модель. Имела двигатель ВАЗ-2101 рабочим объёмом 1,2 л и мощностью 59 л. с.
- ВАЗ-21021 — модификация, оснащённая двигателем ВАЗ-21011 рабочим объёмом 1,3 л и мощностью 69 л. с.
- ВАЗ-21021-01 — модификация, оснащённая двигателем ВАЗ-21011 рабочим объёмом 1,3 л, мощностью 69 л. с. и приборной панелью от ВАЗ-2103.
- ВАЗ-21021-02 — модификация, оснащённая салоном и двигателем ВАЗ-21011 рабочим объёмом 1,3 л, мощностью 69 л. с. и приборной панелью от ВАЗ-21011.
- ВАЗ-21022 — модификация с правым расположением органов управления.
- ВАЗ-21023 — модификация, оснащённая салоном и двигателем ВАЗ-2103 рабочим объёмом 1,45 л[4] и мощностью 71 л. с.
- ВАЗ-21024 — модификация, оснащённая двигателем ВАЗ-21011 рабочим объёмом 1,3 л, мощностью 69 л. с., приборной панелью от ВАЗ-21011 и правым рулём.
- ВАЗ-21026 — модификация, оснащённая салоном и двигателем ВАЗ-2103 рабочим объёмом 1,45 л[4] и мощностью 71 л. с. и правым рулём.

- ВАЗ-2102Э/2801 «Электро» — электромобили-фургоны, выпущенные тиражом в 47 экземпляров. Нагрузку от никель-цинковых аккумуляторов воспринимала специальная алюминиевая рама.

## В культуре
Упоминается в припеве песни «Самые лучшие тачки» рок-группы «Сектор Газа».
Является семейным автомобилем в фильме «Семейка вампиров».

## В игровой и сувенирной индустрии
В масштабе 1:43 в 1975 году ПО Тантал была выпущена номерная модель ВАЗ-2102 А11. В таком виде, с незначительными изменениями, модель выпускалась до 1988 года, когда номер с днища исчез и одновременно изменилось его крепление.
Компания «Холдинг ИНКОТЕКС» выпускает модели масшатаба 1:43 со штампом на днище «Сделано в СССР, Made in USSR», надпись на упаковке — «Автомобили России». Список некоторых моделей: «ГАИ» (жёлтого цвета), «ГАИ» (белый), «Пожарный» (красный), «Почта России», «с багажником» (синий), «Такси» (жёлтый).
18 августа 2009 года в журнальной серии «Автолегенды СССР» от издательства «ДеАгостини» под номером 14 вышла оранжево-красная модель (кодовое название цвета — «Коррида», каталоговый номер цвета — «165») ВАЗ-2102.